# Daniel Gibbs
Pour les articles homonymes, voir Gibbs.
Daniel Gibbs, parfois écrit Daniel Gibbes, né le 8 janvier 1968 à Saint-Martin (Antilles néerlandaises), est un notaire titulaire du diplôme de notaire et un homme politique français, premier député de la circonscription unique de Saint-Barthélemy et Saint-Martin de 2012 à 2017 et président du conseil territorial de Saint-Martin de 2017 à 2022.

## Biographie

### Formation et carrière professionnelle
Daniel Gibbs obtient en 1993 une maîtrise de droit privé, mention carrières judiciaires, en 1995 un DESS en droit notarial à l'université de Nice et en 2000, un diplôme supérieur du notariat et CFPN à l'université de Paris Assas.
Il entre en 1996 à la SCP Mouial, notaires associés à Saint-Martin, d'abord comme notaire stagiaire puis à partir de 2000 comme notaire diplômé.

### Carrière politique
De 2001 à 2007, il est, au côté d'Albert Fleming, adjoint au maire de la commune de Saint-Martin, président des commissions urbanisme, POS, port - affaires maritimes locales et vice-président des commissions environnement, autorisations de voirie, de l'Office du tourisme et de l'aéroport de Grand-Case.
Lors des premières élections territoriales de juillet 2007, il est élu au conseil territorial dont il devient vice-président le 15 juillet. Il est chargé, jusqu’au 9 novembre 2010, du développement économique, du tourisme et des transports et président de l'Office du tourisme, du port de Galisbay et de l'aéroport de Grand-Case.
En novembre 2010, Daniel Gibbs est démis de ses délégations par le président Frantz Gumbs. Candidat lors des élections territoriales de mars 2012 à la tête de la liste Team Daniel Gibbs 2012, il arrive en seconde position, derrière Alain Richardson. Il demeure cependant membre du conseil exécutif du territoire.
Il est candidat lors de l'élection législative pour la nouvelle circonscription de Saint-Barthélemy et Saint-Martin. Il est élu au second tour par 52,23 % des voix face au candidat Guillaume Arnell. Il siège dans les rangs du groupe UMP en tant qu'apparenté.
Il soutient Nicolas Sarkozy pour la primaire présidentielle des Républicains de 2016. Dans le cadre de sa campagne, il est nommé vice-président de son comité de soutien, chargé de l'outre-mer.
Lors du second tour des élections territoriales de mars 2017, sa liste Team Gibbs 2017 remporte le scrutin avec plus de 64 % des voix. Le 2 avril suivant, il est élu président du conseil territorial.
Il est poursuivi dans le cadre de chefs de prévention, notamment pour favoritisme et manquement aux règles des marchés publics et est relaxé par jugement du 24 février 2022. 
Candidat à sa réélection lors des territoriales de 2022, avec la liste Team Gibbs 2022, il perd avec 33% des voix face à la liste de Louis Mussington. Il demeure membre du conseil exécutif de cette nouvelle mandature. 
Aux élections législatives des 11 et 18 juin 2022, il se présente sous l'étiquette de son parti Union pour la démocratie, et est battu au second tour par Frantz Gumbs. 

## Décoration
- Chevalier de la Légion d'honneur (14 juillet 2018)[6]